# Mika’ela Fisher
Mika’ela Fisher, również Mika Ela Fisher lub  Mikaela Fisher (ur. 25 lutego 1975 w Monachium) – niemiecka aktorka, reżyserka, producentka, modelka.

## Życiorys
Mika’ela Fisher pracowała jako modelka dla domów mody takich jak Martin Margiela, Hermes, John Galliano, Undercover, Gilles Rosier, Eley Kishimato i innych. Rozpoczęła swoją karierę aktorską rolą we francuskim thrillerze Nie mów nikomu (Ne le dis à personne) w reżyserii Guillaume’a Caneta.

## Filmografia
- 2017: L'architecte textile jako Mistress tailor
- 2017: Odile dans la vallée jako Odile
- 2015: Männin jako Adam / Eva / Männin
- 2014: Entre deux mondes jako Katerina
- 2014: Victory's Short jako Gabrielle Montvignier
- 2014: Colt 45 jako Mika
- 2013: Die Tapferen Haende im Chaos der Zeit jako modelka
- 2012: The Naked Leading the Blind jako Martha
- 2011: Out of Fashion: Maison Martin Margiela jako modelka
- 2011: Boro in the Box jako Ligia
- 2010: Image particulière jako Sophie
- 2009: The Lost Door jako Kristina
- 2008: Dla niej wszystko (Pour elle) jako kobieta z tatuażem
- 2008: Lisa jako matka
- 2007: La promenade jako prostytutka
- 2006: Retour au pays jako artystka
- 2006: Everyone Is Beautiful John Galliano Show jako lady Tango Dancer
- 2006: Nie mów nikomu (Ne le dis à personne) jako Zak
- 2005: Home cinema jako ona sama